# Doamna Branican
Doamna Branican (franceză Mistress Branican) este un roman de Jules Verne apărut în 1891. Opera a fost serializată în Magasin d'éducation et de récréation al editorului Hetzel între 1 ianuarie și 15 decembrie, apoi a fost publicată în volum cartonat în același an.

## Povestea
Doamna Branican este tânăra soție a căpitanului John, un marinar având 29 de ani la începutul narațiunii și care pleacă din orașul San Diego într-o călătorie spre Singapore. Micul lor fiu, Wat, moare la puțin timp după plecarea lui John, ceea ce o face pe soția lui să-și piardă mințile.
Acest eveniment îi dă ocazia soțului verișoarei ei, Len Burker, de a o sechestra în așteptarea decesului unchiului ei, un bogătaș din Wyoming care îi lasă prin testament imensa sa avere, dar Len Burker este prins în scandalul afacerilor dubioase pe care le desfășoară în San Diego și este obligat să părăsească America.
Printr-un miracol, rațiunea doamnei Branican revine, iar biata femeie află că au trecut mai bine de trei ani de la plecarea pe mare a soțului ei, fără a mai primi vreo veste de la el. Moartea accidentală a unchiului ei o pune în posesia unei averi fabuloase, pe care doamna Branican o folosește pentru a ajuta familiile nevoiașe, a înființa un orfelinat și pentru a sponsoriza o serie de expediții menite să dea de urma soțului ei dispărut.
Expedițiile se dovedesc în cele din urmă a avea succes, una dintre ele găsind pe o insulă urme ale naufragiului vasului căpitanului John. Acolo sunt regăsite cadavrele unei părți a echipajului, restul reușind să plece înapoi pe mare și să ajungă în Australia, unde este capturat de un trib de indigeni. Singurii supraviețuitori în mâinile canibalilor, John Branican și Harry Felton, sunt ținuți de indigeni ani de zile în vederea unei răscumpărări. Felton reușește să evadeze și, înainte de a muri de epuizare, apucă să-i aducă doamnei Branican vești despre soțul ei.
Acest impuls este suficient pentru energica femeie ca să organizeze o expediție prin Australia, căreia i se alătură curând și tânărul Godfrey (un băiat crescut la orfelinatul doamnei Branican din San Diego și care-i amintește femeii de fiul ei pierdut), precum și Len Burker și soția lui, exilați în Australia unde și-au continuat afacerile necurate. Burker vede în întâlnire oportunitatea de a termina definitiv cu doamna Branican și cu soțul ei, astfel încât fabuloasa avere să-i revină lui.
După ce caravana înfruntă numeroase pericole prin deșerturile aride ale Australiei, este părăsită de Burker și de negri în mijlocul unei furtuni de nisip, fără resurse și fără banii de răscumpărare. Burker se folosește de aceștia din urmă pentru a-l răscumpăra el însuși pe John Branican, în vederea uciderii sale, dar planurile îi sunt dejucate de Godfrey. În final, odată cu întâlnirea dintre doamna Branican și soțul ei, se dovedește că Godfrey este fiul lor, născut de doamna Branican la puțin timp după moartea lui Wat, pe când era cu mințile rătăcite.

### Capitolele cărții
| - I. - Nava Franklin - II. - Situație de familie - III. - Prospect House - IV. - La bordul navei Boundary - V. - Trei luni se scurg - VI. - Sfârșitul unui an trist - VII. - Eventualități diverse - VIII. - Situație dificilă - IX. - Revelații - X. - Pregătiri - XI. - Prima campanie în Malaezia - XII. - Încă un an - XIII. - Campanie în Marea Timor - XIV. - Insula Browse - XV. - Epava vie - XVI. - Harry Felton - XVII. - Prin "da" și "nu" | - I. - Navigând - II. - Godfrey - III. - O pălărie istorică - IV. - Trenul spre Adelaide - V. - De-a lungul Australiei Meridionale - VI. - Întâlnire neașteptată - VII. - Călătorind spre nord - VIII. - Dincolo de stația Alice Spring - IX. - Jurnalul doamnei Branican - X. - Alte câteva extrase - XI. - Indicii și incidente - XII. - Ultimele eforturi - XIII. - La tribul Inda - XIV. - Jocul lui Len Burker - XV. - Ultima tabără - XVI. - Deznodământ |

## Sursa romanului
Doamna Branican este unul dintre romanele entuziaste și optimiste ale lui Jules Verne, amintind astfel de operele sale de început. Titlul original trebuia să fie Lady Franklin, deoarece scriitorul francez dorea să dedice un omagiu tuturor femeilor și, în special, soției exploratorului britanic John Franklin, care și-a consacrat viața căutării soțului ei dispărut pe drumul ce ducea spre cucerirea Polului Nord. Lady Franklin (născută Jane Griffin) și-a folosit întreaga avere în această căutare, din păcate fără rezultat.

## Teme abordate în cadrul romanului
Eroina romanului o constituie femeia, iar firul conducător îl reprezintă căutarea ei continuă. Femeia apare în rolul ei de mamă (pierderea ireparabilă a lui Wat și sentimentele materne față de Godfrey), de soție fidelă (căutarea lui John), prietenă sinceră (soția lui Len Burker), dar mai ales de ființă dotată cu o voință de fier (anglo-saxonă), gata să facă orice pentru a găsi urmele soțului ei. Este una dintre rarele ocazii în care într-un roman vernian femeia ocupă rolul eroului, din acest punct de vedere cartea de față putân fi comparată cu Ținutul blănurilor (Paulina Barnett) și Copiii căpitanului Grant (Lady Glenarvan).
Căutarea ființei iubite este tema comună împărtășită de acest roman și de Copiii căpitanului Grant.
Pe lângă aceasta, se regăsește tema nebuniei, prezentă deja în romane cum sunt Căpitanul Hatteras (1866), Un oraș plutitor (1871) și Casa cu aburi (1880, cu enigmaticul personaj al Flăcării rătăcitoare) și pe care Jules Verne o va aborda din nou în Castelul din Carpați (1892) și În fața steagului (1896).
Dar tema centrală a acestui roman, la fel ca și în cazul multor altora, o constituie geografia. Autorul prezintă cunoștințele sale legate de Australia, folosindu-se atât de complexitatea sa fizică, calamitățile naturale și animalele prezente, cât și de călătoriile care au străbătut-o și dezvăluit-o în deceniile precedente. Drumul personajelor pornește din sud-est și urmează linia telegrafică construită în 1872 până la Alice Springs, aflat în mijlocul acestei insule-continent, apoi se abate spre vest pentru a traversa zonele cele mai puțin cunoscute în acea vreme ale Australiei, printre care se numără Marele Deșert Nisipos.
În ceea ce privește locuitorii Australiei septentrionale și din Papua Noua Guinee, Verne prezintă canibalismul - o noutate în epocă - pe care îl tratează pe larg în diferite secțiuni ale romanului, ca pe un rău endemic menit să șocheze oamenii.

## Lista personajelor
- Dorothée Dolly Branican - eroina romanului, sensibilă și rezistentă în același timp, plină de compasiune față de cei cu probleme și puternică în fața propriilor încercări ale vieții
- Watt - fiul familiei Branican, a cărui moarte prin înecare produce nebunia lui Dolly; numele său este dar unui orfelinat fondat de Dolly în San Diego
- Jane Burker - verișoara lui Dolly, care o îngrijește în timpul perioadei în care aceasta este cu mințile rătăcite, dar care nu îndrăznește să se opună în fața propriului soț, acceptând tacit fărădelegilor comise de el
- Len Burker - personajul negativ al romanului, interesat de câștig prin orice mijloace, incapabil de sentimente, aflat mereu în vizorul justiției din cauza tendinței de a face avere prin mijloace necurate, în general escrocându-i pe alții
- Căpitanul John Branican - comandant de vas având 29 de ani la începutul romanului, îndrăzneț și curajos, care dispare într-o expediție și a cărui căutare va dura paisprezece ani
- William Andrew - armatorul căruia îi aparține vasul Franklin comandat de John Branican, o ajută pe Dolly în perioada bolii sale mintale și ulterior, în expedițiile de căutare a lui John; instinctul îl determină să nu aibă încredere în Len Burker
- Godfrey - un mus de paisprezece ani, educat la orfelinatul lui Dolly, Watt House; el i se alătură femeii în căutarea soțului ei, stârnind în ea sentimente materne, care se dovedesc a avea o bază reală, Godfrey fiind copilul născut de Dolly în perioada în care era cu mințile rătăcite
- Zach Fren - marinarul care o salvează pe Dolly de la înec, dar nu reușește să facă același lucru cu Watt; la fel ca Dolly, este convins că John Branican n-a murit și o urmează pe femeie în expedițiile de căutare, susținând-o în momentele critice
- Tom Marrix - șeful expediției care străbate Australia de la est la vest în căutarea lui John Branican
- Harry Felton - scundul de pe nava Franklin și bun prieten al căpitanului Branican, alături de care împărtășește captivitatea printre membrii tribului australian Inda
- Franklin și Dolly-Hope - cele două vase din roman sunt, în felul lor, personaje, primul fiind cel la bordul căruia dispare căpitanul Branican, iar al doilea cel care îl caută pe mările globului
- Doctorul Brumley - conducătorul clinicii în care este tratată Dolly pe perioada nebuniei temporare

## Traduceri în limba română
- 2011 - Doamna Branican, Ed. ErcPress, Colecția "Jules Verne", vol.15, traducere Daniel Adrian Olaru, 384 pag., ISBN 973-606-602-043-5